# سیارک ۲۱۸۲۱
سیارک ۲۱۸۲۱ (به انگلیسی: 21821 Billryan، نامگذاری:1999TN36) بیست و یک هزار و هشتصد و بیست و یکمین سیارک کشف شده‌است که در ۱۲ اکتبر ۱۹۹۹ کشف شد.
قدر مطلق سیارک برابر ۱۵.۵ است.